# شرکت راه‌آهن توبو

لوگوی شرکت راه آهن توبو.

شرکت راه آهن توبو به اسم رسمی (به ژاپنی: (東武鉄道株式会社, Tōbu Tetsudō Kabushiki-gaisha) یک شرکت راه آهن خصوصی در ژاپن است. خطوط راه‌آهن این شرکت در توکیو، استان سایتاما، استان چیبا، استان توچیگی و استان گونما قرار دارند. این شرکت در سال ۱۸۹۷ میلادی تأسیس شده‌است.

## خطوط توبو

### خطوط اصلی توبو
| نام                                      | علامت                                              | ایستگاه‌ها                           | طول (کیلومتر) |
| ---------------------------------------- | -------------------------------------------------- | ----------------------------------- | ------------- |
| خط توبو اسکای‌تری                         |                                                    | ایستگاه آساکوسا – Tōbu-Dōbutsu-Kōen | ۴۱٫۰          |
| خط توبو کامه‌ایدو                         | Hikifune – Kameido                                 | ۳٫۴                                 |               |
| خط توبو دائیشی                           | Nishiarai – Daishimae                              | ۱٫۰                                 |               |
| خط توبو ایسه‌ساکی                         |                                                    | Tōbu-Dōbutsu-Kōen – Isesaki         | ۷۵٫۱          |
| خط توبو سانو                             | Tatebayashi – Kuzū                                 | ۲۲٫۱                                |               |
| خط توبو کوئیزومی                         | Tatebayashi – Nishi-Koizumi، Ōta – Higashi-Koizumi | ۱۲٫۰                                |               |
| خط توبو کیریو                            | Ōta – Akagi                                        | ۲۰٫۳                                |               |
| خط توبو نیکو                             |                                                    | Tōbu-Dōbutsu-Kōen – Tōbu Nikkō      | ۹۴٫۵          |
| خط توبو اوتسونومیا                       | Shin-Tochigi – Tōbu Utsunomiya                     | ۲۴٫۳                                |               |
| خط توبو کینوگاوا                         | Shimo-Imaichi – Shin-Fujiwara                      | ۱۶٫۲                                |               |
| خط توبو اوربان پارک (Formerly Noda Line) |                                                    | Ōmiya – Kasukabe – Funabashi        | ۶۲٫۷          |

### خط فرعی توبو توجو
- خط توبو توجو (Ikebukuro Station – Yorii Station)
  - خط توبو اوگوسه (Sakado Station (Saitama)|Sakado Station – Ogose Station)